# Bourg-Achard
Bourg-Achard település Franciaországban, Eure megyében. Lakosainak száma 4029 fő (2022. január 1.). Bourg-Achard Flancourt-Crescy-en-Roumois, Bosgouet, Bouquetot, Honguemare-Guenouville és Grand-Bourgtheroulde községekkel határos.

## Népesség
A település népességének változása:
| Lakosok száma | 1574 | 2009 | 2255 | 2792 | 3235 | 3575 | 3947 | 3942 | 3939 | 4029 |
|               | 1968 | 1982 | 1990 | 2006 | 2013 | 2015 | 2017 | 2019 | 2020 | 2022 |